# Kalirejo (Gedung Surian)
Kalirejo is een bestuurslaag in het regentschap Tanggamus van de provincie Lampung, Indonesië. Kalirejo telt 1247 inwoners (volkstelling 2010).